# Kanton Châlons-en-Champagne-2
Der Kanton Châlons-en-Champagne-2 ist seit 1973 ein französischer Wahlkreis im Arrondissement Châlons-en-Champagne im Département Marne und in der Region Grand Est; sein Hauptort ist Châlons-en-Champagne.

## Gemeinden
Der Kanton besteht aus 19 Gemeinden und Teilgemeinden mit insgesamt 25.428 Einwohnern (Stand: 1. Januar 2022) auf einer Gesamtfläche von 259,53 km²:
| Gemeinde                      | Einwohner 1. Januar 2022 | Fläche km² | Dichte Einw./km² | Code INSEE | Postleitzahl |
| ----------------------------- | ------------------------ | ---------- | ---------------- | ---------- | ------------ |
| Aigny                         | 287                      | 11,24      | 26               | 51003      | 51150        |
| Aulnay-sur-Marne              | 276                      | 9,07       | 30               | 51023      | 51150        |
| Châlons-en-Champagne          | 16.805                   | 15,15      | 1.109            | 51108      | 51000        |
| Champigneul-Champagne         | 323                      | 29,66      | 11               | 51117      | 51150        |
| Cherville                     | 84                       | 3,76       | 22               | 51150      | 51150        |
| Condé-sur-Marne               | 749                      | 12,34      | 61               | 51161      | 51150        |
| Isse                          | 109                      | 10,81      | 10               | 51301      | 51150        |
| Jâlons                        | 550                      | 10,35      | 53               | 51303      | 51150        |
| Juvigny                       | 959                      | 21,37      | 45               | 51312      | 51150        |
| La Veuve                      | 603                      | 24,41      | 25               | 51617      | 51520        |
| Les Grandes-Loges             | 285                      | 12,82      | 22               | 51278      | 51400        |
| Matougues                     | 628                      | 13,77      | 46               | 51357      | 51510        |
| Recy                          | 1.077                    | 14,38      | 75               | 51453      | 51520        |
| Saint-Gibrien                 | 548                      | 4,04       | 136              | 51483      | 51510        |
| Saint-Martin-sur-le-Pré       | 794                      | 11,89      | 67               | 51504      | 51520        |
| Saint-Pierre                  | 300                      | 10,27      | 29               | 51509      | 51510        |
| Thibie                        | 292                      | 10,46      | 28               | 51566      | 51510        |
| Villers-le-Château            | 297                      | 20,94      | 14               | 51634      | 51510        |
| Vraux                         | 462                      | 12,80      | 36               | 51656      | 51150        |
| Kanton Châlons-en-Champagne-2 | 25.428                   | 259,53     | 98               | 5104       | –            |

1. ↑   Nur der nordöstliche Teil der Gemeinde, der Rest verteilt sich auf die Kantone Châlons-en-Champagne-1 und Châlons-en-Champagne-3.

Bis zur landesweiten Neuordnung der französischen Kantone im März 2015 gehörten zum Kanton Bourgogne die elf Gemeinden Aigny, Châlons-en-Champagne, Condé-sur-Marne, Isse, Juvigny, La Veuve, Les Grandes-Loges, Recy, Saint-Étienne-au-Temple, Saint-Martin-sur-le-Pré und Vraux. Er besaß vor 2015 einen anderen INSEE-Code als heute, nämlich 5135.
Koordinaten: 48° 57′ 0″ N, 4° 22′ 0″ O